# 渡邉光男
渡邉 光男（わたなべ みつお、1948年9月27日 - ）は日本のテレビディレクター・テレビプロデューサー。株式会社渡邉光男計画CEO。
フジテレビにてプロデューサー・ディレクターを務めた。

## 人物・経歴
- 1948年東京都生まれ[2]。1971年日本大学芸術学部放送学科卒業後、フジテレビ入社。フジテレビ系列会社であったワイドプロモーションに所属し、『夜のヒットスタジオ』（夜ヒット）のAD・FDを担当[2]。同期のディレクターには、三宅恵介がいる。
- 1977年に当時アイドルだった麻丘めぐみと電撃結婚、一女をもうける。会見の模様は、ワイドショーのみならず、担当していた『夜ヒット』でも1977年6月27日に放送された。しかし、1983年に協議離婚し、一女は麻丘が親権をもった。
- 異動により一時期『夜ヒット』の現場を離れるが、1987年7月に上司の疋田拓プロデューサーの人事異動により、7月から森正行とWプロデューサーとして担当となり疋田の後を継いだ。『夜ヒット』終了後も定期的にスペシャル番組を担当。また、テレビドラマ『振り返れば奴がいる』『しゃぼん玉』等にもプロジェクトプロデューサーとして携わった[2]。
- 1996年にニューヨーク支局へ異動[2]。スペシャル番組「夜ヒットinニューヨーク」を制作し、司会だった明石家さんまから番組中に「プロデューサーの渡邉っていうのがニューヨーク勤務になったちゅうーて、「日本からみんなを呼んでここで夜ヒットやれ」ってなってみんなここへ来ることになったです」とエピソードを披露された[3]。
- 2000年に帰国、事業局に配属になったが2008年にフジテレビを退社しイベント関係や番組制作会社の「株式会社渡邉光男計画」を設立し代表CEOとなり以後も番組演出など番組プロデューサーとなる[4]。

### 夜のヒットスタジオ
- 『夜ヒット』担当期間中は、世界各地（ロンドン・ザルツブルク・パリ・香港）からの衛星完全生中継、さらに1000回記念番組の総合演出も担当[5]。
- 番組のキャスティングでは、バーニングプロダクション所属だった小泉今日子・郷ひろみを始め、松田聖子・薬師丸ひろ子・CHAGE&ASKA、ジャズ・フュージョン界からは、渡辺貞夫・日野皓正などを出演させ、特に田原俊彦は番組最終回のトリに抜擢させた[6]。「男²（おとこのじじょう）」や夜ヒットにおいて構成担当していた木崎徹が、ロック・ニューミュージック系アーティストとの人脈が深く、意向を汲み、久保田利伸・米米CLUBなど当時の若手アーティストを度々起用させた[7]。
- 司会者のキャスティングでは、俳優の柴俊夫と加賀まりこをそれぞれ起用させた。
- 服部克久との交友も深かったためか、担当期間には特別指揮やアレンジも度々担当した。1990年3月21日の放送で、工藤静香「くちびるから媚薬」や小泉今日子「見逃してくれよ!」披露時には、国際花と緑の博覧会の音楽担当で滞在していた大阪の関西テレビのスタジオを結んでピアノ伴奏を行った。SUPERでは、克久の息子である服部隆之を指揮に抜擢した。

## 主な担当番組
- 夜のヒットスタジオ（フジテレビ、1973年 - 1990年） - AD / FD / PD演出 / プロデューサー
- FNS歌謡祭（フジテレビ、1977年 - 1993年） - AD / FD / PD演出 / プロデューサー
- スターどっきり㊙報告（フジテレビ、1978年 - 1986年） - ディレクター
- ビッグベストテン（フジテレビ、1979年 - 1980年） - PD演出
- オールスター水泳大会（フジテレビ、1979年 - 1991年）　- ディレクター / プロデューサー
- 小川宏のなんでもカンでも!（フジテレビ、1982年 - 1985年）　- PD演出
- 男²（フジテレビ、1987年） - PD演出 / プロデューサー
- ヒットスタジオR&N（フジテレビ、1989年 - 1990年） - PD演出 / プロデューサー
- ヒットスタジオInternational（フジテレビ、1989年 - 1990年） - プロデューサー
- ヒットスタジオ演歌（フジテレビ、1989年 - 1990年） - プロデューサー
- TOSHI's SHOW  80's（フジテレビNEXT、2014年） - 総合演出
- マチャアキひろみのふたりのビッグショー（BS日テレ、2017年3月） - 企画 / プロデューサー / PD演出

夜のヒットスタジオ海外完全衛星生中継
- 夜のヒットスタジオ IN LONDON（1988年2月3日）
- 夜のヒットスタジオ in　ザルツブルク（1988年11月30日）
- 夜のヒットスタジオ in PARIS（1989年3月29日）
- 夜のヒットスタジオ in 香港（1990年4月25日）
- 夜のヒットスタジオ in ニューヨーク（1996年12月25日）※レギュラー放送終了後の特番

夜のヒットスタジオスペシャル版
※レギュラー放送終了後の特番としての放送
- 夜のヒットスタジオ大感謝祭スペシャル - 年末総決算スペシャル -（1990年12月26日）
- 夜のヒットスタジオ大感謝祭スペシャル - 青春時代篇 -（1991年4月3日）
- 島原救済緊急特別番組・夜のヒットスタジオスペシャル（1991年7月3日）
- 夜のヒットスタジオ RETURNS SPECIAL（1993年3月31日）
- '94夜のヒットスタジオ「超豪華!秋スペシャル」（1994年10月12日）
- '94夜のヒットスタジオ「超X'masデラックス」（1994年12月24日）
- '95夜のヒットスタジオ「グレートアーティスト・超豪華!春のスペシャル」（1995年4月5日）
- '96夜のヒットスタジオ「桜満開!超デラックス」（1996年4月3日）
- '96夜のヒットスタジオ超X'masDELUXE in N・Y(ニューヨーク)（1996年12月25日）

### 特別番組
- FNS歌謡祭10周年特別番組（1983年11月） - 演出
- FNS888スペシャル!夏休み!まつりだ!ワッショイ!（1996年8月8日）- 演出 / 総合プロデューサー

### ドラマ
- しゃぼん玉（1991年） - プロジェクトプロデューサー
- 振り返れば奴がいる（1993年） - プロジェクトプロデューサー
- 悪女A・B（主演：中森明菜）（1991年8月30日放送） - プロジェクトプロデューサー
- 悪女Ⅱ サンテミリオン殺人事件（主演：中森明菜）（1993年1月4日放送） - 原案 / プロデューサー

### ライブ・コンサート・イベント
- 渡辺貞夫70周年記念コンサート（2021年、サントリーホール）

### テレビ出演
- トリビアの泉～素晴らしきムダ知識～（フジテレビ、2005年6月22日） - 郷ひろみに関するトリビアでVTR出演。当時の肩書はフジテレビ事業局ゼネラルプロデューサー。